# Епархия Малаги-Соаты

Герб епархии Малаги-Соаты

Епархия Малаги-Соаты (лат. Dioecesis Malagensis-Soatensis) — епархия Римско-Католической церкви с центром в городе Малага, Колумбия. Епархия Малаги-Соаты входит в митрополию Букараманги. Кафедральным собором епархии Малаги-Соаты является церковь Непорочного Зачатия Пресвятой Девы Марии.

## История
7 июля 1987 года Римский папа Иоанн Павел II выпустил буллу «Quo efficacius providetur», которой учредил епархию Малаги-Соаты, выделив её из архиепархии Букараманги и епархии Дуитамы-Согамосо.

## Ординарии епархии
- епископ Hernán Giraldo Jaramillo (7.07.1987 — 19.01.2001) — назначен епископом Буги;
- епископ Darío de Jesús Monsalve Mejía (25.07.2001 — 3.06.2010);
- епископ Víctor Manuel Ochoa Cadavid (24.01.2011 — по настоящее время).

## Источник
- Annuario Pontificio, Libreria Editrice Vaticana, Città del Vaticano, 2003, ISBN 88-209-7422-3
- Булла Quo efficacius provideretur  (лат.)